# Windows Hardware Engineering Conference
Die Windows Hardware Engineering Conference (WinHEC) ist eine jährlich veranstaltete Messe und Wirtschaftskonferenz, auf der Microsoft seine Hardware-Pläne für die Windows-Plattform ausführt. Üblicherweise gehören Reden von Personen wie Bill Gates sowie Sponsoren wie z. B. Intel, HP oder Samsung zu den Veranstaltungen.

## Ablauf
Auf der WinHEC stellt Microsoft den Teilnehmern an jeweils mehreren Tagen in verschiedenen Vorträgen mit wechselnden Sprechern aktuelle und zukünftige Entwicklungen und Änderungen für das Windows-Betriebssystem vor, um gemeinsam die Bereitstellung neuer hardwaretechnischer Standards und Geräte voranzutreiben sowie deren Kompatibilität zu Windows zu ermöglichen.
Als Hausmesse kann die WinHEC auch als Teil von Microsofts Marketingstrategie für die Windows-Plattform betrachtet werden. Den Sponsoren und weiteren Ausstellern wird die Möglichkeit gegeben, durch ihre Präsenz für ihr Unternehmen und ihre Produkte zu werben.
Zur Zielgruppe der WinHEC gehören laut Microsoft Vertreter von Hardwareherstellern für Windows-Computer, die ihre Geräte an die Windows-Architektur anpassen müssen, Entwickler und Tester von Treibersoftware, die an den Windows-Schnittstellen und Entwicklerwerkzeugen für Treiberprogrammierung interessiert sind, sowie Manager, die über technische Entwicklungen und die Unternehmensstrategie informiert werden.

## Bisherige Veranstaltungen
| Datum | Datum          | Ort                      | Themen |
| ----- | -------------- | ------------------------ | --- |
| 2000  | 25.–27. April  | New Orleans, Louisiana   | USB 2.0, Windows CE 3, Pocket PC, Windows 2000 und SQL Server 64-Bit                                         |
| 2001  | 26.–28. März   | Anaheim, Kalifornien     | Windows XP Beta 2 und Internet Explorer 6 Beta, Tablet PC                                                    |
| 2002  | 16.–18. April  | Seattle, Washington      | „Athens“-Konzept, Smart Devices, WLAN, IPv6,                                                                 |
| 2003  | 6.–8. Mai      | New Orleans, Louisiana   | Erste Longhorn-Demonstration, Media Center Edition 2004, NGSCB, DRM                                          |
| 2004  | 4.–7. Mai      | Seattle, Washington      | Longhorn-Planungen, SP für Windows XP und Server 2003, Tablet PC und Media Center Edition 2005, Windows CE 5 |
| 2005  | 25.–27. April  | Seattle, Washington      | Longhorn (das spätere Vista; Aero, Glass, WinFS, Desktopsuche), Windows XP x64                               |
| 2006  | 23.–25. Mai    | Seattle, Washington      | Windows Vista Beta 2, Office 2007 Beta, Longhorn Server Beta, Hypervisor, NDIS 6.0                           |
| 2007  | 15.–17. Mai    | Los Angeles, Kalifornien | Windows Server 2008, Windows Home Server                                                                     |
| 2008  | 4.–7. November | Los Angeles, Kalifornien | Windows 7, Solid State Disks und Flash-Speicher                                                              |